# Peter Damm-Ottesen
Peter Damm-Ottesen (født 6. juni 1950) er en dansk skuespiller.
Peter Damm-Ottesen er uddannet ved Skuespillerskolen ved Odense Teater i 1975 samt ved Actors Conservatory, New York City i 1992. Udover sin skuespilkarriere har han indtalt flere lydbøger.  
Han har en Master i Oplevelsesledelse (experience management) fra Roskilde Universitet, 2008.
Sideløbende med sit kunstneriske virke fungerer han som patientrådgiver ved Region Hovedstadens Psykiatri.

## Filmografi
- Manden bag døren (2003)
- No Right Turn (2006)
- Parterapi (2010)

### Tv-serier
- Bryggeren (1996-1997)
- Rejseholdet (2000-2003)